# Johan Gottschalk Wallerius
Johan Gottschalk Wallerius (Närke, 11 de julho de 1709 – Uppsala, 16 de novembro de 1785) foi um químico e mineralogista sueco.

## Biografia
Nasceu em Stora Mellösa em Nerícia, entrou para a Universidade de Upsália em 1725, e graduou-se como magister em 1731 após estudar matemática, física e medicina. Continuou os seus estudos na Universidade de Lund, onde se doutorou em medicina em 1735. Tornou-se professor adjunto de medicina na Universidade de Upsália em 1741 e o primeiro detentor de uma nova cátedra de química, medicina e farmácia em 1750. Retirar-se-ia em 1767 sendo sucedido pelo seu antigo aluno Torbern Bergman.
Wallerius é considerado o fundador da agroquímica, sobretudo com base na importância da sua obra Agriculturae fundamenta chemica (1761, publicada em sueco no mesmo ano que Åkerbrukets chemiska grunder e mais tarde traduzida para muitas outras línguas) amplamente disseminada. Publicou vários outros estudos sobre tópicos da química, mineralogia e geologia e usou a sua própria quinta Hagelstena em Alsike (a sul de Upsália) como um campo experimental. Em 1750, Wallerius foi eleito membro da Academia Real das Ciências da Suécia.

## Publicações (selecionadas)
- Mineralogia, eller mineralriket indelt och beskrifvet, 1747
- Agriculturæ fundamenta chemica, 1761
- elementa metallurgiae speciatim chemicae , 1770
- Tankar om verldenes i synnerhet jordenes danande och ändring, 1776
- Physisch-chemische Betrachtungen über den Ursprung der Welt besonders der Erdwelt und ihrer Veränderung, 1782 (Digitalisat)